# Béruges

Béruges este o comună în departamentul Vienne, Franța. În 2009 avea o populație de 1,291 de locuitori.